# Geraldine Rojas
Geraldine Rojas, argentinska plesalka tanga, * 6. julij 1981.
Geraldine je znana plesalka argentinskega tanga. S prvimi koraki tanga se je spoznala že v sedmem letu starosti. Pri petnajstih letih je začela sodelovati s plesalcema Robertom Herraro in Vanino Bilous. S soplesalcem Javierjem Rodríguezom je kot plesalka in učiteljica tanga nastopila na mnogih festivalih tanga po vsem svetu. Leta 2002 je pri sodelovanju v plesni predstavi Turbulencia spoznala plesalca Ezequiela Paludija, ki je nekaj let pozneje postal njen soplesalec in mož. Kot plesalka je nastopila tudi v nekaterih filmih. Leta 1996 je z Nestorjem Rayem zaplesala v filmu The man who captured Eichman, leta 2002 je v filmu Assassination Tango zaplesala s Pablom Veronom in leta 2005 v filmu Je ne suis pas lá pour être aimé.